# Anisozyga extravagans
Anisozyga extravagans är en fjärilsart som beskrevs av Louis Beethoven Prout 1924. Anisozyga extravagans ingår i släktet Anisozyga och familjen mätare. Inga underarter finns listade i Catalogue of Life.